# 勝手にMY SOUL
「勝手にMY SOUL」（かってにマイ・ソウル）は、日本のダンスロックバンド・DISH//の11作目のシングル。Sony Recordsから2018年2月21日に発売された。

## 概要
- 前作『僕たちがやりました』から約6ヶ月振りのリリース。

- CDは初回生産限定盤A・B、通常盤、期間生産限定盤[1]の4形態で発売。

- 表題曲「勝手にMY SOUL」は、テレビ東京系アニメ『銀魂』銀ノ魂篇オープニングテーマである。

- 初回生産限定盤Aの特典DVDには、2017年9月に行われた日比谷野外大音楽堂公演17'秋『MUSIC BOIN!!』の30分のダイジェストを収録」を収録

- 初回生産限定盤Bの特典DVDには、「勝手にMY SOUL」のMV & メイキングを収録。

- 期間生産限定盤には、「勝手にMY SOUL」MV & TV CM(坂田銀時ナレーション)を収録しており、アニメ絵柄描き下ろし大型紙ジャケット仕様である。

## 収録曲

### CD

#### 通常盤・初回生産限定盤B
1. 勝手にMY SOUL
作詞・作曲・編曲：新井弘毅
  - テレビ東京系アニメ『銀魂』銀ノ魂篇オープニングテーマ
2. どういうことなんだい？
作詞・作曲：にゃんぞぬデシ
3. BEAT MONSTER
作詞・作曲：小倉しんこう
4. 勝手にMY SOUL -instrumental-
5. どういうことなんだい？ -instrumental-
6. BEAT MONSTER -instrumental-

#### 初回生産限定盤A
1. 勝手にMY SOUL
2. どういうことなんだい？
3. Sa-Ra-Band ～俺たち皿バンド～
作詞・作曲・編曲：新井弘毅
4. 勝手にMY SOUL -instrumental-

#### 期間生産限定盤
1. 勝手にMY SOUL
2. どういうことなんだい？
3. BEAT MONSTER
4. 勝手にMY SOUL -アニメサイズ-
5. 勝手にMY SOUL -instrumental-

### DVD

#### 初回生産限定盤A
1. 日比谷野外大音楽堂公演17'秋『MUSIC BOIN!!』ダイジェスト
  - 2017年9月に行われた日比谷野外大音楽堂公演17'秋『MUSIC BOIN!!』の30分のダイジェストを収録」を収録

#### 初回生産限定盤B
1. 「勝手にMY SOUL」MUSIC VIDEO
2. 「勝手にMY SOUL」MAKING

#### 期間生産限定盤
1. 「勝手にMY SOUL」MUSIC VIDEO
2. 「勝手にMY SOUL」TV CM(坂田銀時ナレーション)